# Ceryx javanica
Ceryx javanica är en fjärilsart som beskrevs av Obraztsov 1949. Ceryx javanica ingår i släktet Ceryx och familjen björnspinnare. Inga underarter finns listade i Catalogue of Life.